# Antonio Soda
Antonio Soda (Cutro, 24 giugno 1964) è un allenatore di calcio ed ex calciatore italiano, di ruolo attaccante.

## Biografia
Il 14 settembre 1994 era alla guida dell'automobile che si schiantò, nei pressi di Cona, frazione di Ferrara, contro un albero, dove perse la vita il suo giovane compagno di squadra della SPAL, Giuseppe Campione.

## Carriera

### Giocatore
Ha militato nella squadra locale di Cutro, in Eccellenza, ricoprendo anche il ruolo di giocatore-allenatore. Passato al Catanzaro, ha giocato in tutte le categorie dalla Serie A alla Serie C2.
Segnò la prima rete in Serie A in Bari-Juventus del 25 novembre 1990, che portò la squadra pugliese alla vittoria per 2-0.

### Allenatore
Per 2 anni, dal 2003 al 2005, guidò la Sanremese, conquistando la promozione in Serie C2 e il 6º posto nella stagione successiva. Il 10 luglio seguì il presidente Giuseppe Ruggieri allo Spezia, guidandolo alla vittoria del campionato di Serie C1, riportando lo Spezia in Serie B dopo 55 anni. È stato premiato l'11 dicembre 2006 con la "Panchina d'argento" come miglior allenatore della Serie B in una manifestazione organizzata dal settore tecnico della FIGC.
Portò lo Spezia alla salvezza, ottenuta in casa del Verona eliminandolo ai play-out.
Il 30 novembre 2007 rinnova il contratto allo Spezia sino al 30 giugno 2009. Il 16 luglio 2008 in seguito al fallimento della società il contratto è annullato.
Il 19 novembre 2008 diventa allenatore del Benevento, in Lega Pro Prima Divisione girone B sostituendo l'esonerato Aldo Papagni. Conduce i beneventani al 2º posto finale in classifica. In seguito il Benevento, in finale play-off di ritorno allo Stadio Santa Colomba, perse 1-0 col Crotone, venendo eliminato. Conclusa la stagione, il 24 giugno 2009 lascia il Benevento in accordo con la società.
Il 23 marzo 2010 subentra al Ravenna all'esonerato Vincenzo Esposito, firmando il contratto fino a fine stagione. Il 3 maggio, dopo 37 giorni totali, col Ravenna in zona play-out, è esonerato, sostituito da Esposito. Soda nella sua breve esperienza sulla panchina romagnola non ha mai vinto e ha ottenuto 2 pari, 3 sconfitte.
Il 10 luglio aveva ricevuto l'incarico, assieme al collega Carlo Caramelli, di guidare il Catanzaro. Il 3 agosto l'incerta situazione societaria del club induce i due a gettare la spugna dopo sole due settimane, senza che la squadra avesse giocato una gara ufficiale.
Il 2 febbraio 2011 sostituisce l'esonerato Aldo Firicano al Poggibonsi. Il 30 giugno non rinnova il contratto e lascia l'incarico dopo aver totalizzato 15 punti in 12 gare.
Il 19 marzo 2012 diventa allenatore del Montichiari. Conclude il campionato al 18º posto finale (terz'ultimo) con retrocessione in Serie D.
Il 6 agosto 2012 firma per la Vibonese, neoretrocessa in Serie D, venendo esonerato il 5 novembre 2013 dopo 3 pari, 7 sconfitte, nessuna vittoria in 10 gare totali, ultimo posto in classifica.
Il 25 novembre 2014 diventa allenatore del RapalloBogliasco, squadra genovese di Serie D. Il 6 ottobre 2015, dopo una vittoria, 2 pari, 3 sconfitte, posizione di bassa classifica, è esonerato insieme al direttore sportivo Fabrizio Anzalone.
Il 10 gennaio 2017 viene annunciato come il nuovo allenatore della Recanatese in Serie D, dove rimane sino al termine della stagione.
Il 2 luglio 2018 è nominato allenatore del Gozzano, società al debutto in Serie C, che conduce a una tranquilla salvezza nel girone A. Il 16 giugno 2019 decide di comune accordo con il club piemontese di terminare la collaborazione. Viene però richiamato sulla panchina gozzanese il 20 gennaio 2020, a seguito dell'esonero di David Sassarini, ma non riesce ad evitare l'ultimo posto e la retrocessione in Serie D, decretata dalla FIGC con 11 giornate non giocate a causa della pandemia da COVID-19; la società gli rinnova l'incarico anche per la stagione successiva. Nella stagione 2020-21, centra la promozione in Serie C, alla guida del Gozzano, promozione alla quale la società in estate decide di rinunciare per difficoltà economiche.
Il 2 febbraio 2022 subentra a Nicola Ascoli sulla panchina dell'Imperia, società ligure collocata nel girone A della Serie D. Il 3 maggio, in seguito alla matematica retrocessione del club, rassegna le dimissioni.
Il 31 ottobre 2022 viene ufficializzato come nuovo allenatore della Correggese, in Serie D, al posto dell'esonerato Gabriele Graziani. La sua squadra si piazza al sedicesimo posto in campionato retrocedendo ai play-out per mano del Sant’Angelo. Nonostante ciò, viene confermato per la stagione 2023-24. Il 30 ottobre 2023, dopo il pareggio contro il Rolo e con la squadra quarta in classifica, viene sollevato dall'incarico.

## Statistiche

### Statistiche da allenatore
Statistiche aggiornate al 22 febbraio 2020.
| Stagione                | Squadra                 | Campionato              | Campionato | Campionato | Campionato | Campionato | Coppe nazionali | Coppe nazionali | Coppe nazionali | Coppe nazionali | Coppe nazionali | Coppe continentali | Coppe continentali | Coppe continentali | Coppe continentali | Coppe continentali | Altre coppe | Altre coppe | Altre coppe | Altre coppe | Altre coppe | Totale | Totale | Totale | Totale | % Vittorie |
| Stagione                | Squadra                 | Comp                    | G          | V          | N          | P          | Comp            | G               | V               | N               | P               | Comp               | G                  | V                  | N                  | P                  | Comp        | G           | V           | N           | P           | G      | V      | N      | P      | %          |
| ----------------------- | ----------------------- | ----------------------- | ---------- | ---------- | ---------- | ---------- | --------------- | --------------- | --------------- | --------------- | --------------- | ------------------ | ------------------ | ------------------ | ------------------ | ------------------ | ----------- | ----------- | ----------- | ----------- | ----------- | ------ | ------ | ------ | ------ | ---------- |
| 2000-2001               | Cutro                   | Ecc.                    | 30         | 10         | 5          | 15         | CI-DCal.        | ?               | ?               | ?               | ?               | -                  | -                  | -                  | -                  | -                  | -           | -           | -           | -           | -           | 30     | 10     | 5      | 15     | 33,33      |
| 2001-2002               | Cutro                   | Ecc.                    | 30         | 10         | 8          | 12         | CI-DCal.        | ?               | ?               | ?               | ?               | -                  | -                  | -                  | -                  | -                  | -           | -           | -           | -           | -           | 30     | 10     | 8      | 12     | 33,33      |
| Totale Cutro            | Totale Cutro            | Totale Cutro            | 60         | 20         | 13         | 27         |                 | ?               | ?               | ?               | ?               |                    |                    |                    |                    |                    |             |             |             |             |             | 60     | 20     | 13     | 27     | 33,33      |
| 2002-2003               | Turris                  | Ecc.                    | 30         | 5          | 8          | 17         | CI-DCam.        | ?               | ?               | ?               | ?               | -                  | -                  | -                  | -                  | -                  | -           | -           | -           | -           | -           | 30     | 5      | 8      | 17     | 16,67      |
| 2003-2004               | Sanremese               | D                       | 34+4       | 20+2       | 8+2        | 6          | CI-D            | 2               | 0               | 1               | 1               | -                  | -                  | -                  | -                  | -                  | -           | -           | -           | -           | -           | 40     | 22     | 11     | 7      | 55,00      |
| 2004-2005               | Sanremese               | C2                      | 34         | 12         | 15         | 7          | CI-C            | 4               | 1               | 2               | 1               | -                  | -                  | -                  | -                  | -                  | -           | -           | -           | -           | -           | 38     | 13     | 17     | 8      | 34,21      |
| Totale Sanremese        | Totale Sanremese        | Totale Sanremese        | 72         | 34         | 25         | 13         |                 | 6               | 1               | 3               | 2               |                    |                    |                    |                    |                    |             |             |             |             |             | 78     | 35     | 28     | 15     | 44,87      |
| 2005-2006               | Spezia                  | C1                      | 34         | 17         | 12         | 5          | CI+CI-C         | 1+2             | 0+0             | 0+1             | 1+1             | -                  | -                  | -                  | -                  | -                  | S-SC        | 2           | 0           | 2           | 0           | 39     | 17     | 15     | 7      | 43,59      |
| 2006-2007               | Spezia                  | B                       | 42+2       | 11+1       | 13+1       | 18         | CI              | 1               | 0               | 0               | 1               | -                  | -                  | -                  | -                  | -                  | -           | -           | -           | -           | -           | 45     | 12     | 14     | 19     | 26,67      |
| 2007-2008               | Spezia                  | B                       | 42         | 6          | 16         | 20         | CI              | 1               | 0               | 0               | 1               | -                  | -                  | -                  | -                  | -                  | -           | -           | -           | -           | -           | 43     | 6      | 16     | 21     | 13,95      |
| Totale Spezia           | Totale Spezia           | Totale Spezia           | 120        | 35         | 42         | 43         |                 | 5               | 0               | 1               | 4               |                    |                    |                    |                    |                    |             | 2           | 0           | 2           | 0           | 127    | 35     | 45     | 47     | 27,56      |
| nov. 2008-2009          | Benevento               | 1D                      | 23+4       | 13         | 7+3        | 3+1        | CI-LP           | -               | -               | -               | -               | -                  | -                  | -                  | -                  | -                  | -           | -           | -           | -           | -           | 27     | 13     | 10     | 4      | 48,15      |
| apr.-mag. 2010          | Ravenna                 | 1D                      | 5          | 0          | 2          | 3          | CI-LP           | -               | -               | -               | -               | -                  | -                  | -                  | -                  | -                  | -           | -           | -           | -           | -           | 5      | 0      | 2      | 3      | &0,00      |
| feb.-mag. 2011          | Poggibonsi              | 2D                      | 12         | 4          | 3          | 5          | CI-LP           | -               | -               | -               | -               | -                  | -                  | -                  | -                  | -                  | -           | -           | -           | -           | -           | 12     | 4      | 3      | 5      | 33,33      |
| mar.-mag. 2012          | Montichiari             | 2D                      | 7          | 0          | 5          | 2          | CI-LP           | -               | -               | -               | -               | -                  | -                  | -                  | -                  | -                  | -           | -           | -           | -           | -           | 7      | 0      | 5      | 2      | &0,00      |
| 2012-2013               | Vibonese                | D                       | 34+1       | 14         | 9          | 11+1       | CI-D            | 1               | 0               | 1               | 0               | -                  | -                  | -                  | -                  | -                  | -           | -           | -           | -           | -           | 36     | 14     | 10     | 12     | 38,89      |
| sett.-nov. 2013         | Vibonese                | D                       | 10         | 0          | 3          | 7          | CI-D            | 2               | 1               | 0               | 1               | -                  | -                  | -                  | -                  | -                  | -           | -           | -           | -           | -           | 12     | 1      | 3      | 8      | &8,33      |
| Totale Vibonese         | Totale Vibonese         | Totale Vibonese         | 45         | 14         | 12         | 19         |                 | 3               | 1               | 1               | 1               |                    |                    |                    |                    |                    |             |             |             |             |             | 48     | 15     | 13     | 20     | 31,25      |
| nov. 2014-2015          | RapalloBogliasco        | D                       | 24         | 9          | 6          | 9          | CI-D            | -               | -               | -               | -               | -                  | -                  | -                  | -                  | -                  | -           | -           | -           | -           | -           | 24     | 9      | 6      | 9      | 37,50      |
| sett.-ott. 2015         | RapalloBogliasco        | D                       | 6          | 1          | 2          | 3          | CI-D            | 1               | 1               | 0               | 0               | -                  | -                  | -                  | -                  | -                  | -           | -           | -           | -           | -           | 7      | 2      | 2      | 3      | 28,57      |
| Totale RapalloBogliasco | Totale RapalloBogliasco | Totale RapalloBogliasco | 30         | 10         | 8          | 12         |                 | 1               | 1               | 0               | 0               |                    |                    |                    |                    |                    |             |             |             |             |             | 31     | 11     | 8      | 12     | 35,48      |
| gen.-mag. 2017          | Recanatese              | D                       | 15         | 3          | 6          | 6          | CI-D            | -               | -               | -               | -               | -                  | -                  | -                  | -                  | -                  | -           | -           | -           | -           | -           | 15     | 3      | 6      | 6      | 20,00      |
| 2018-2019               | Gozzano                 | C                       | 37         | 6          | 15         | 16         | CI-C            | 5               | 1               | 3               | 1               | -                  | -                  | -                  | -                  | -                  | -           | -           | -           | -           | -           | 42     | 7      | 18     | 17     | 16,67      |
| gen.-mag. 2020          | Gozzano                 | C                       | 6          | 1          | 0          | 5          | CI-C            | -               | -               | -               | -               | -                  | -                  | -                  | -                  | -                  | -           | -           | -           | -           | -           | 6      | 1      | 0      | 5      | 16,67      |
| 2020-2021               | Gozzano                 | D                       | 38         | 23         | 9          | 6          | -               | -               | -               | -               | -               | -                  | -                  | -                  | -                  | -                  | -           | -           | -           | -           | -           | 38     | 23     | 9      | 6      | 60,53      |
| Totale Gozzano          | Totale Gozzano          | Totale Gozzano          | 81         | 30         | 24         | 27         |                 | 5               | 1               | 3               | 1               |                    |                    |                    |                    |                    |             |             |             |             |             | 86     | 31     | 27     | 28     | 36,05      |
| feb. 2021-2022          | Imperia                 | D                       | 16         | 2          | 5          | 9          | CI-D            | -               | -               | -               | -               | -                  | -                  | -                  | -                  | -                  | -           | -           | -           | -           | -           | 16     | 2      | 5      | 9      | 12,50      |
| ott. 2022-2023          | Correggese              | D                       | 27+1       | 11         | 9          | 7+1        | CI-D            | 1               | 0               | 0               | 1               | -                  | -                  | -                  | -                  | -                  | -           | -           | -           | -           | -           | 29     | 11     | 9      | 9      | 37,93      |
| ago.-ott. 2023          | Correggese              | Ecc.                    | 9          | 5          | 2          | 2          | CI-Ecc.         | 4               | 3               | 0               | 1               | -                  | -                  | -                  | -                  | -                  | -           | -           | -           | -           | -           | 13     | 8      | 2      | 3      | 61,54      |
| Totale Correggese       | Totale Correggese       | Totale Correggese       | 37         | 16         | 11         | 10         |                 | 5               | 3               | 0               | 2               |                    |                    |                    |                    |                    |             |             |             |             |             | 42     | 19     | 11     | 12     | 45,24      |
| Totale carriera         | Totale carriera         | Totale carriera         | 557        | 186        | 174        | 197        |                 | 25              | 7               | 8               | 10              |                    |                    |                    |                    |                    |             | 2           | 0           | 2           | 0           | 584    | 193    | 184    | 207    | 33,05      |

## Palmarès

### Giocatore
- Serie C1: 2

Catanzaro: 1984-1985 (girone B), 1986-1987 (girone B)

### Allenatore

#### Competizioni nazionali
- Serie C1: 1

Spezia: 2005-2006 (girone A)
- Supercoppa di Lega di Serie C1: 1

Spezia: 2006

#### Competizioni interregionali
- Serie D: 1

Gozzano: 2020-2021 (girone A)

#### Individuale
- Panchina d'argento: 1

2005-2006